# ヘッドスタート
ヘッドスタート（Head Start）は、アメリカ合衆国の保健福祉省（Department for Health and Human Services、略称HHS）が1960年代の半ばから行っているプログラムで、低所得者層の3歳から4歳の子供（環境不遇児）を対象としたものである。連邦政府が行っている事業としては、宇宙開発に次ぐ多額の予算規模で行われているものである。「ヘッドスタート」という言葉自体は、スマートで円滑な滑り出し、順調な出発を意味するもので、合衆国では長期にわたって継続されている国民的な就学援助のためのプログラムである。就学前に少なくともアルファベットが読めるように、10までの数が数えられるように、というのが目標である。

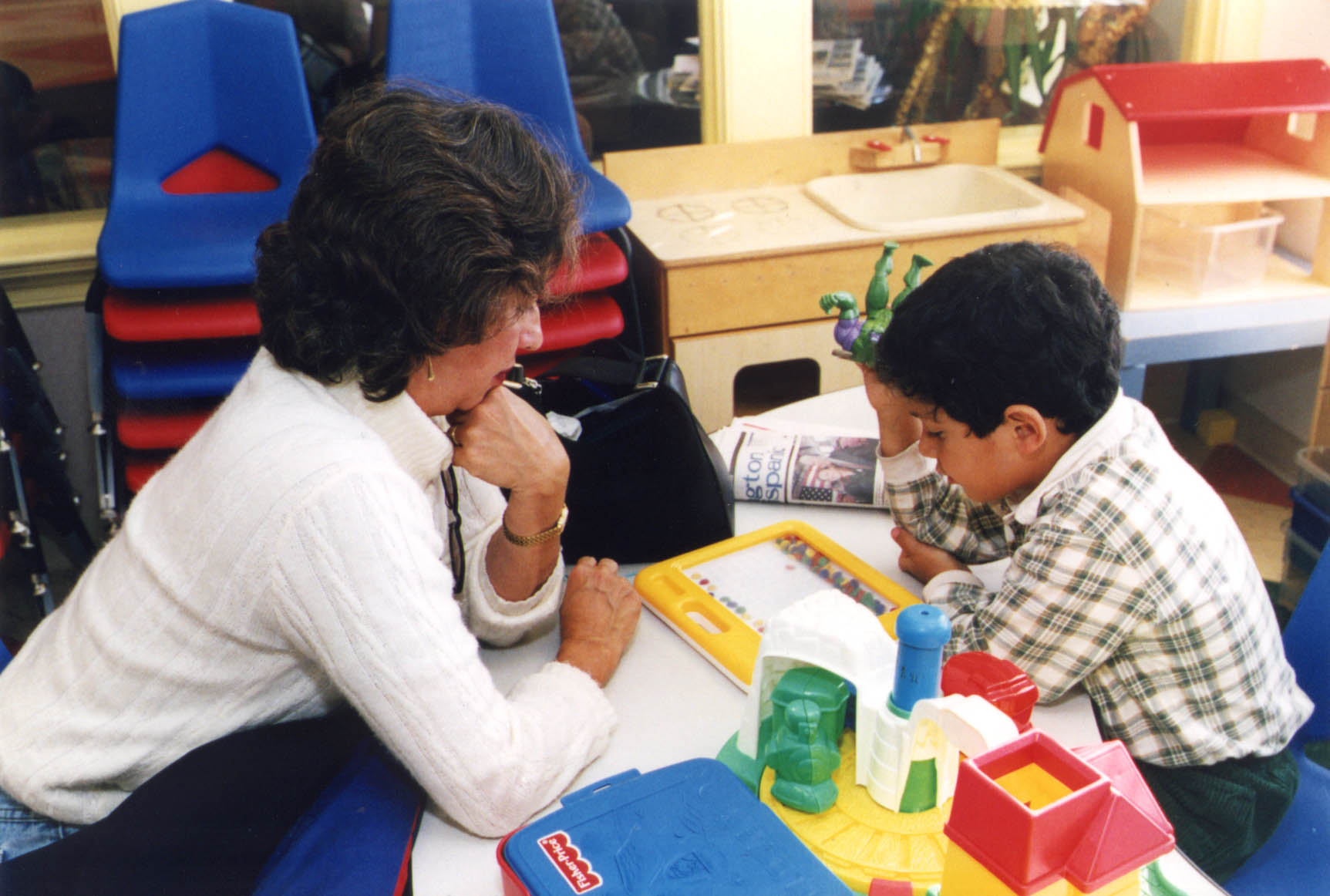
アメリカの就学前の児童の教育相談

これは、低所得者層の子供や家族に教育だけでなく、健康、栄養、そして両親をも巻き込んだサービスを提供しようというもので、2005年の下半期では、2,200万人の就学前の子供たちが、ヘッドスタートに参加している。規模としては、2005年を例にとっていえば、6,800億ドルの予算が、905万人以上の子供たちのために支出されている。子供たちの内、57%が、4歳かもしくはそれ以上の年齢で、43%の子供が、3歳かそれ以下である。サービスは、1,604のさまざまなプログラムにより提供され、ほとんどすべての州、すべての郡にまたがって48,000以上の教室で実施されている。平均して、1人の子供に対して7,222ドルの政府支出がなされていることになる。
ほぼ211,000人に上る有給スタッフは、その6倍にも及ぶボランティアスタッフにより、かなりその人数が削減された。

## 歴史
ヘッドスタートは、リンドン・ジョンソン大統領の「貧困との戦い」キャンペーンの一部として始められたものである。「偉大なる社会」教書の鍵ともなる一部として、「1964年経済機会法」（Economic Opportunity Act of 1964）が、社会的に不利益を蒙っている就学前の子供たちのニーズに応えようとするプログラムのスタートに認可を与えた。児童発達の専門家グループが、連邦政府の要望に応えてこのプログラムを起草し、そしてこのプログラムが、いわゆるヘッドスタート計画と呼ばれるものになったのである。
経済機会局（Office of Economic Opportunity）は、1965年ヘッドスタート計画をまず8週間の夏休みのプログラムとして開始した。この計画は、低所得者層の家庭の就学前の子供たちに、その情緒的、社会的な、あるいは健康や栄養、そして心理学的なニーズに応えるようとするプログラムを提供することで、その貧困を埋め合わせしようとする目的に沿うものとして着想されたのである。
ヘッドスタートは、その後、1969年リチャード・ニクソン政権で、健康教育福祉省（後の、健康及び人的サービス省、HHS）の児童発達局（Office of Child Development）にその所管が移され、今日では、HHSの児童、青年、そして家庭に関係する行政機関において行われているプログラムである。プログラムは、地方レベルでは、NPOや地方の教育行政機関が、学校制度と同様に所轄、運営している。

## 様々なプログラム
- 初期ヘッドスタート - これは、出世以前の胎児の健康を考え、健康な妊娠生活と出産後の家族の健康を配慮し、乳児、幼児が新生児として順調に発育していくことができるための支援を行う。
- ヘッドスタート - 低所得者層の子供たちの健康な発育、発達を支援していくものである。プログラムとしては、子供やそれぞれの家族の資産状況に基づいて、子供の発達や学習のさまざまな側面に影響を及ぼすような支援を行う。
- 移民や季節労働者プログラム部門 - これは、国の枠を越えて子供の健康な発達のために質の高いサービスを滞京する。
- アメリカインディアン、アラスカ原住民プログラム部門 - これは、アメリカ・インディアンやアラスカ原住民の子供たちや家族に対して、その他の就学前の子供のレディネスについてのサービスと同様、健康ケア、教育的、栄養的支援と共に社会化の援助も行う。サービスは、元々は社会的不利益を蒙っている就学前の子供たちや乳児、幼児を念頭において考えられたものである。

## 父親の関与
現ケンブリッジ大教授 Michael Lamb 以後、多くの研究が行われ、父親が子どもに充分に関与すると、子どもの状態が大きく改善することが判明している。父親も、母親と同じように充分に子どもに関与すると、子どもは、認識能力や身体能力がより優れ、学力がより向上し、身体的・精神的により健康になる。
ヘッドスタート・プログラムでは、父親がプログラムに参加して、子どもに積極的に関与できるように、いろいろな努力・工夫が行われ、成果を上げている。

## サービス
- 資格 - ヘッドスタートのサービスを受けられる資格は、それぞのローカルで展開されているプログラムの受給資格には、障害などのようなその他の資格も含まれたり、また当事者である子供以外の家族の一員にもこのようなサービスが提供されたりしているが、原則的には家族の収入に基づいている（連邦貧困レベルの100%）。2006年の後半までには、このプログラムに登録され、経済援助を受けている家族の10%までが、基準以上の収入のある家族になっている公算が大きい。

- 障害 - このプログラムのすべてが、障害を持った子供たちにも提供されている。
- 教育 - ヘッドスタートの目標は、このプログラムに登録されている子供たちが、学校に入学して、そこでの学習活動にうまく適応できるように援助してやることである。教育の基準は、国民学力標準（national performance standard）に完全に一覧化されている。これは年月を重ねて、文字通り、質の高い就学前の教育プログラムの基準となってきた。
- 家庭と地域の連携 - その双方がうまく手を携えてこの活動を推進し、管理し、評価していかなくてはならない。いずれの側からも、活発なかかわりが不可欠である。
- 健康 - 健康は、子供が育ち発達していく能力にとって重要な要素と考えられている。プログラムは、子供の健康をあらゆる場面で評価するような診断の機会や、歯科検診も含めた健康診断の機会も用意している。すべてのヘッドスタートのプログラムは、口腔ケアや栄養、個人的なケアや安全がうまくなされていくように応援し、また助言する役割も担っている。

## 成果
ヘッドスタートの長期的な効果がいかなるものかについては、さまざまな論議がある。以下、ヘッドスタートについて賛否両論の立場からの批評や報告書から一連の特徴的な発言を挙げてみたい。こうした議論に光を当てる意味で、連邦議会は委員会を設けて、この事業の生活について検討を行わせている。
公式的な報告書は、少なくともこのプログラムは、環境的に学習機会に恵まれなかった子供たちに早期の教育を通して、読む能力と数学的な能力を向上させ、就学の初期の段階でのスタートを円滑なものにしたという点では、充分な成果を挙げていると謳っている。ただ、それは子供達のクラスの教室の中での行動上の問題を助長したり、あるいは行動の自己抑制を緩めてしまったりといった事実も散見され、なかにはこの就学時の学力支援の効果は、1年の春まででまもなく薄れてしまい、逆に、行動の抑制のなさという負の効果は、ずっと続いていくということを指摘する声もある。
しかし、幼稚園以前のところでの社会的に不利益な境遇にある他の子供達の大多数と比較すれば、このプログラムの恩恵を受けることのできた子供たちが、圧倒的に大きな、しかも長期に渡って効果の続く学力の支柱をここから獲得しているということは否めないことである。
ただ、民族性の問題もあり、白人、黒人、ヒスパニックの子供達を比較すると、同様に社会的に不利益な立場にある子供の中では、白人の子供たちが、黒人の子供たちよりも、より大きく、またより長期の教育的な効果を手に入れているといった研究もある。